# Sepsis bicornuta
Sepsis bicornuta är en tvåvingeart som beskrevs av Ozerov 1985. Sepsis bicornuta ingår i släktet Sepsis och familjen svängflugor. Inga underarter finns listade i Catalogue of Life.